# Space Dementia
Space Dementia is een nummer van de Britse rockband Muse en is afkomstig van het tweede studioalbum Origin of Symmetry. Het nummer was oorspronkelijk bedoeld als laatste nummer van het album.
De naam van het nummer is afkomstig van het woord dat ze bij NASA gebruiken wanneer iemand te lang in de ruimte verblijft.
Toen Muse het nummer voor het eerst lieten horen aan producer John Leckie was de piano niet te horen. De basgitaar en de drums waren te hoog afgesteld, Leckie moest daarom zijn hoofd in de piano doen om te horen wat Bellamy speelde. Het nummer is net zoals diverse andere nummers van Muse geïnspireerd door Sergei Rachmaninov.